# 長南真由美
長南 真由美（ちょうなん まゆみ、1983年2月20日 - ）は、山形県出身の元バスケットボール選手である。ニックネームは「レイ」。ポジションはセンターフォワード。

## 来歴
山形第一中学校では大神雄子と同期。
山形商業高校では3年連続で全国大会出場。専修大学に進学後は、2年でアジアヤングウーメン、3年でユニバーシアードに出場。
卒業後、大神も所属するJOMOに入社。
2009年、JOMOを退団しJALラビッツに移籍。
2011年に日本航空のリストラに伴うバスケットボール部廃部が決まったため退社して引退。
山口県のクラブチーム、エンジェルに所属し、国体山口県代表のあと、母校専修大学のコーチを務める。
2019年、男子Bリーグ2部、アースフレンズ東京Zアシスタントコーチに就任。

## 経歴
- 山形商業高校 - 専修大 - JOMO（2005年〜2009年） - 日本航空（2009年〜2011年）

## 代表歴
- 2003年ユニバーシアード